# Alejandra Herrera
María Alejandra Herrera Andreucci (née le 14 mai 1971 à Santiago) est une actrice chilienne.
Diplômé de l'École de théâtre de l'Université du Chili en 1994 et diplômé de la même université en 2021. 2
En 1995, il fait ses débuts dans la télésérie l'année suivante dans Amor a domicile sur Channel 13.3
Il a également joué dans les adaptations chiliennes de la série La Nany sur Mega et Ana and the Seven sur Chilevisión.
Débuts au cinéma avec le film Los Turistas All Inclusive en 2020
En septembre 2021, elle a fait sa candidature officielle au poste de députée du district 10 pour les communes : La Granja, Macul, Ñuñoa, Providencia, San Joaquín et Santiago du Parti central uni du Chili.

## Télévision
| Télénovelas             | Télénovelas                  | Télénovelas                            | Télénovelas |
| Année                   | Télénovela                   | Personnage                             | Chaîne      |
| ----------------------- | ---------------------------- | -------------------------------------- | ----------- |
| 1995                    | Amor a domicilio             | Angélica Díaz                          | Canal 13    |
| 1996                    | Adrenalina                   | Alexis Opazo                           | Canal 13    |
| 1997                    | Playa Salvaje                | Déborah Meneses / Fernanda Solar       | Canal 13    |
| 1998                    | Marparaíso                   | Camila Hidalgo                         | Canal 13    |
| 1999                    | Cerro Alegre                 | Carmen Viuda de Mancilla               | Canal 13    |
| 2001                    | Corazón Pirata               | Siboney Mora                           | Canal 13    |
| 2006                    | Charly Tango                 | Dayana Mateluna                        | Canal 13    |
| 2009                    | Sin anestesia                | Aracelli Márquez                       | Chilevisión |
| 2011                    | Decibel 110                  | Irene Torrejón                         | Mega        |
| 2012                    | La Sexóloga                  | Estefanía Saavedra                     | Chilevisión |
| Séries télévisées       |                              |                                        |             |
| Année                   | Série                        | Personnage                             | Chaîne      |
| 1996                    | Amor a domicilio, la comedia | Angélica Díaz                          | Canal 13    |
| 2004-2006               | BKN                          | Carolina                               | Mega        |
| 2005                    | La Nany                      | Eliana Melina Tapia Cárdenas "La Nany" | Mega        |
| 2008                    | Ana y los Siete              | Ana Muñoz                              | Chilevisión |
| Émissions de télévision |                              |                                        |             |
| Année                   | Émission                     | Rôle                                   | Chaîne      |
| 2006                    | La ley de la selva           | Animatrice                             | Mega        |
| 2011                    | Mujeres primero              | Animatrice remplacement                | La Red      |
| 2012                    | Tu cara me suena             | Participante                           | Mega        |
| 2013                    | Mujeres primero              | Elle-même (Invitée)                    | La Red      |